# Drebkau
Drebkau (Nedersorbisch: Drjowk) is een plaats in de Duitse deelstaat Brandenburg, gelegen in de Landkreis Spree-Neiße. De stad telt 5.508 inwoners.

## Geografie
Drebkau heeft een oppervlakte van 142,94 km² en ligt in het oosten van Duitsland.

## Partnersteden
- Czerwieńsk (Polen)